# 朱恩和詹妮弗·吉本斯
朱恩和詹妮弗·吉本斯（英語：June and Jennifer Gibbons，詹妮弗：1963年4月11日—1993年3月，朱恩：1963年4月11日—）是一对生活于英国威尔士的双胞胎，她们因为只与自己的直系亲属交流而著名，被称为「沉默双胞胎」。她们曾进行小说创作，后因进行犯罪行为被送往布罗德莫精神病院，并在那里度过了14年。

## 早年生活
朱恩和詹妮弗是西印度移民格罗莉亚和奥布里·吉本斯（Gloria and Aubrey Gibbons）的女儿，格罗莉亚是一位家庭主妇，奥布里是英國皇家空軍的技师。在两人出生于巴巴多斯后不久，她们的家庭迁往威尔士的哈弗福韦斯特。这对双胞胎形影不离，她们使用特殊方言快速地交流，使得她们直系亲属之外的人难以理解她们。
这对双胞胎是社区仅有的黑人儿童，因此她们在学校被排斥，这对两人造成了心理创伤。学校管理人员逐渐允许两人提早离开学校，以避免她们受到欺凌。她们的语言在这段时间变得愈发奇特，很快没有人能够听懂。这种语言，或双子语，被认为是一种秘密语，往往出现在双胞胎间。两人逐渐只与对方及她们的妹妹罗斯（Rose）说话。
在这对双胞胎14岁时，陆续有治疗师试图让两人与他人交流，但未能成功。为切断两人的关系，她们被送往不同的寄宿学校。但两人分离时表现出了紧张性抑郁障碍，并且保持完全沉默。

## 创作
在两人重新团聚后，这对双胞胎有好几年的时间待在她们与世隔绝的卧室中，用娃娃表演她们精心设计的戏剧。她们创作了很多肥皂剧风格的戏剧与故事，将其中一部分大声朗读并录制下来，作为送给她们妹妹的礼物。受到1979年圣诞节一组这样的礼物的启发，她们开始了写作生涯。她们使用邮件报名了函授的創意寫作课程，每人创作了几部小说。这些故事设定在美国，特别是加利福尼亚州马利布市，一个对于困于威尔士小镇的充满浪漫情怀的女孩来说充满令人兴奋的异国情调的地方。故事往往涉及到表现出奇怪的、经常是犯罪的行为的年轻男女。
在朱恩的《百事可乐瘾》（Pepsi-Cola Addict）中，上高中的男主人公被一位老师勾引，然后被送往工读学校，在那里受到一位同性恋保安的追求。在詹妮弗的《拳击手》（The Pugilist）中，一位医师迫切地想要拯救他的孩子的生命，因此杀死了家中养的狗以移植它的心脏。狗的灵魂继续生活在孩子身体中，并最终对父亲进行了复仇。詹妮弗撰写的《迪斯科狂热》（Discomania）叙述了一位年轻女士的故事，她发现当地迪斯科舞厅的气氛会煽动顾客进行疯狂的暴力行为。她后又写作了《出租车司机之子》（The Taxi-Driver's Son）、广播剧《男女邮差》（Postman and Postwoman）和几部短篇故事。她们以一种特殊的风格写作，经常在不知不觉中选择使用一些有趣的词语。

## 犯罪与住院
她们的小说由一家名为「新视野」（New Horizons）的個人出版商出版，她们也多次试图向杂志出售短篇故事，但并未成功。一段短时间的与美国海军军人的几个儿子的关系没有结果。她们进行了包括縱火和入室盗窃在内的几次犯罪行为，这导致她们被送往一所强安保的精神健康医院布罗德莫医院（Broadmoor Hospital）。她们在那里度过了14年。在大剂量的抗精神病药物的作用下，她们发现自己没有办法集中精力。詹妮弗逐渐患上了迟发性运动障碍（Tardive dyskinesia）。她们的药物剂量被调整到足以允许她们继续进行从1980年开始的创作，且她们得以加入医院合唱团，但是她们失去了进行创意写作的大部分兴趣。
《星期日泰晤士報》记者马乔里·华莱士（Marjorie Wallace）撰写的一篇关于她们的新闻报道吸引了一定的关注。英国小报《太阳报》发表了她们的简短而精确的故事，题为《天才双胞胎不会说话》（Genius Twins Won't Speak），标题的结论来自她们在布罗德莫医院时检测到的高于常人的智力。

## 詹妮弗之死
据华莱士称，这对双胞胎达成了一个约定，当两人中有一人死亡后，另外一人必须开始说话并正常地生活。两人在医院中时，她们开始相信令她们中一人死亡是有必要的，经过大量的讨论后，詹妮弗决定牺牲自己。1993年3月，两人被从布罗德莫医院转移到更为开放的位于威尔士布里真德的卡斯威尔诊所（Caswell Clinic）。到达后詹妮弗无法醒来，她被送往医院，但很快死于急性心肌炎。在她体内没有出现药物或毒物的迹象，她的死因仍然是一个谜。华莱士描述几天后的一次访问中的朱恩「带有奇特的情绪，她说：『我终于自由了，解放了，詹妮弗终于为我放弃了她的生命。』」
詹妮弗死后，朱恩接受了《时尚芭莎》和《卫报》的采访。到2008年时，她居住在西威尔士靠近她的父母的地方，过着独立且安静的生活。她不再接受精神治疗服务，并已经被当地社区接纳，希望抛弃自己的过去。

## 大众文化
- 乔恩·埃米尔（Jon Amiel）1985年的电影《沉默双子》（The Silent Twins （页面存档备份，存于））。
- 露西·布罗克-布莱多（Lucie Brock-Broido）创作的诗作 Elective Mutes，以朱恩为叙述者，收录在2005年出版的《猎人》（A Hunger, ISBN 0-394-75852-8）中。
- 凡妮莎·沃尔特斯（Vanessa Walters）创作的剧作《Double Take》。
- Radiohole 的《None of It: More Or Less Hudson's Bay, Again》
- 狂躁街道传教者《This Is My Truth—Tell Me Yours》中的歌曲《海啸》（Tsunami）。
- 卢克·海恩斯《The Oliver Twist Manifesto》中的歌曲《Discomania》。
- 画框诱惑（Picture Frame Seduction）《Hand of the Rider》中的《Forgotten Daughters》（1984年为电影《沉默双子》创作的歌曲）。
- 芝加哥的狗和小马剧院（Dog and Pony Theater）演出的《The Twins Would Like To Say》，由赛斯·伯克利（Seth Bockley）和德文·德·马尤（Devon de Mayo）编写与导演。
- 伦敦的阿科拉剧院（Arcola Theatre）于2011年演出的《无言》（Speechless），由琳达·布罗根（Linda Brogan）和波莉·蒂尔（Polly Teale）创作。
- 2018電影《失蹤網紅》（A Simple Favor）中的縱火案件